# Тобольские татары
Тобольские тата́ры — группа сибирских татар, проживающих на реках Иртыш, Тобол, Исеть, Тура, Пышма, Тавда, Носка, Лайма в Тюменской и Омской областях. 
Делятся на четыре локальных образования:
- Аремзянско-надцинское. Характеризуется вхождением в её состав племён ханты и манси. В XVII веке в неё входили татарские волости, расположенные по Иртышу севернее Тобольска до реки Туртас.
- Искеро-тобольское. Образована от жителей южнее Тобольска. Составляют юртовские служилые татары, занимавшиеся военной службой.
- Бабасанское. Населяют часть бассейна Тобола от низовьев Тавды до Миримовских юрт, заселённых бухарцами. Термин всходит от от названия Бабасанских волостей, фиксировавшихся с конца XVI века до Октябрьской революции.
- Иштякско-токузское. Названо по двум племенным названиям бассейна реки Вагая и Уватских болот.

Составляют этническую группу тобольско-иртышских татар и говорят на особом тобольском говоре тоболо-иртышского диалекта сибирских татар, выделяя восточно-тобольский подговор.